# BH Водолея
BH Водолея (лат. BH Aquarii) — одиночная переменная звезда в созвездии Водолея на расстоянии (вычисленном из значения параллакса) приблизительно 15650 световых лет (около 4798 парсеков) от Солнца. Видимая звёздная величина звезды — от +14,1m до +12,6m.

## Характеристики
BH Водолея — жёлто-белая пульсирующая переменная звезда типа RR Лиры (RRAB) спектрального класса F. Эффективная температура — около 6498 К.